# NGC 5328
NGC 5328 (również PGC 49307) – galaktyka eliptyczna (E1), znajdująca się w gwiazdozbiorze Hydry. Odkrył ją William Herschel 5 maja 1793 roku.